# Berkeley Pit

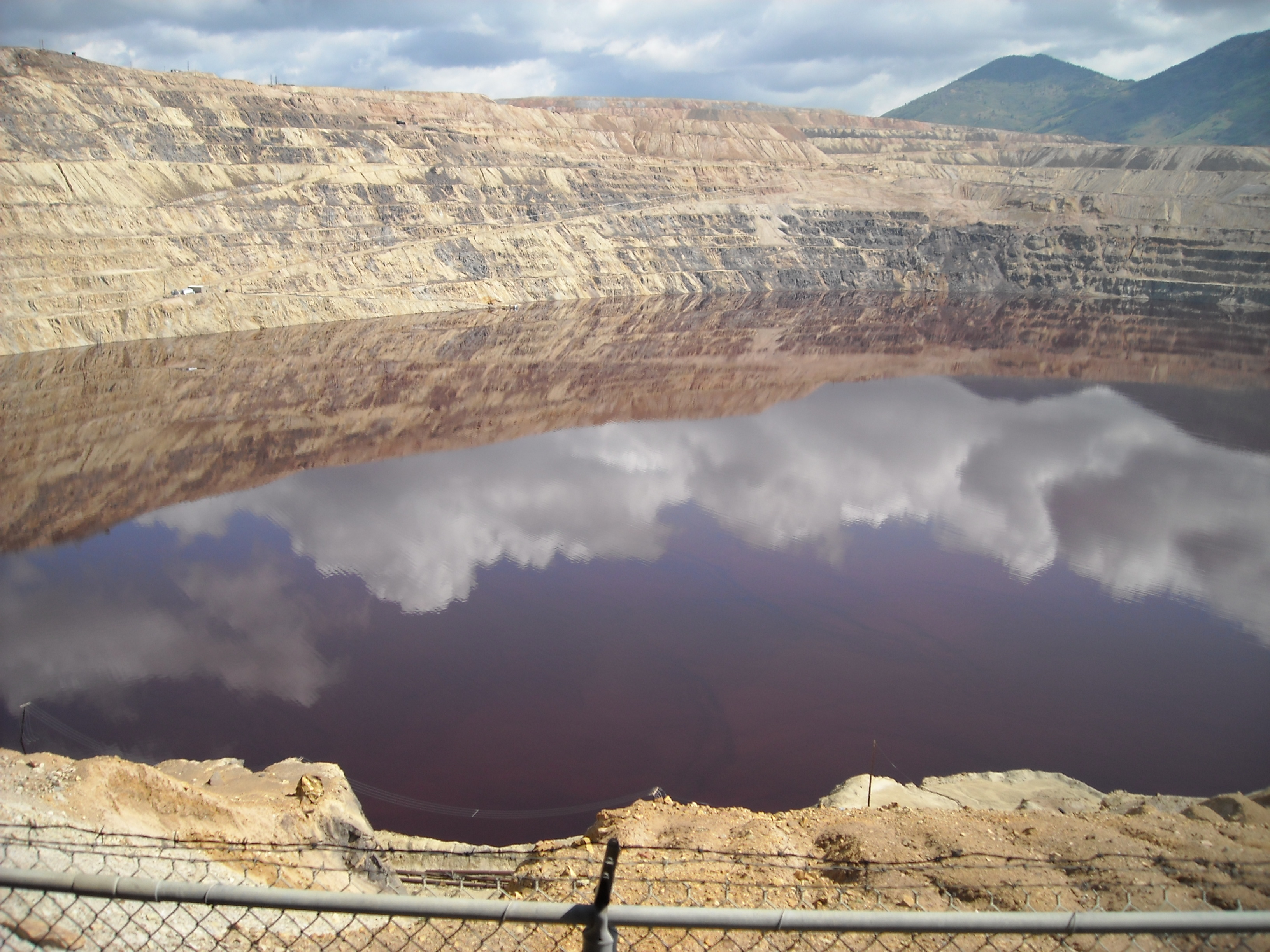
Berkeley Pit 2008

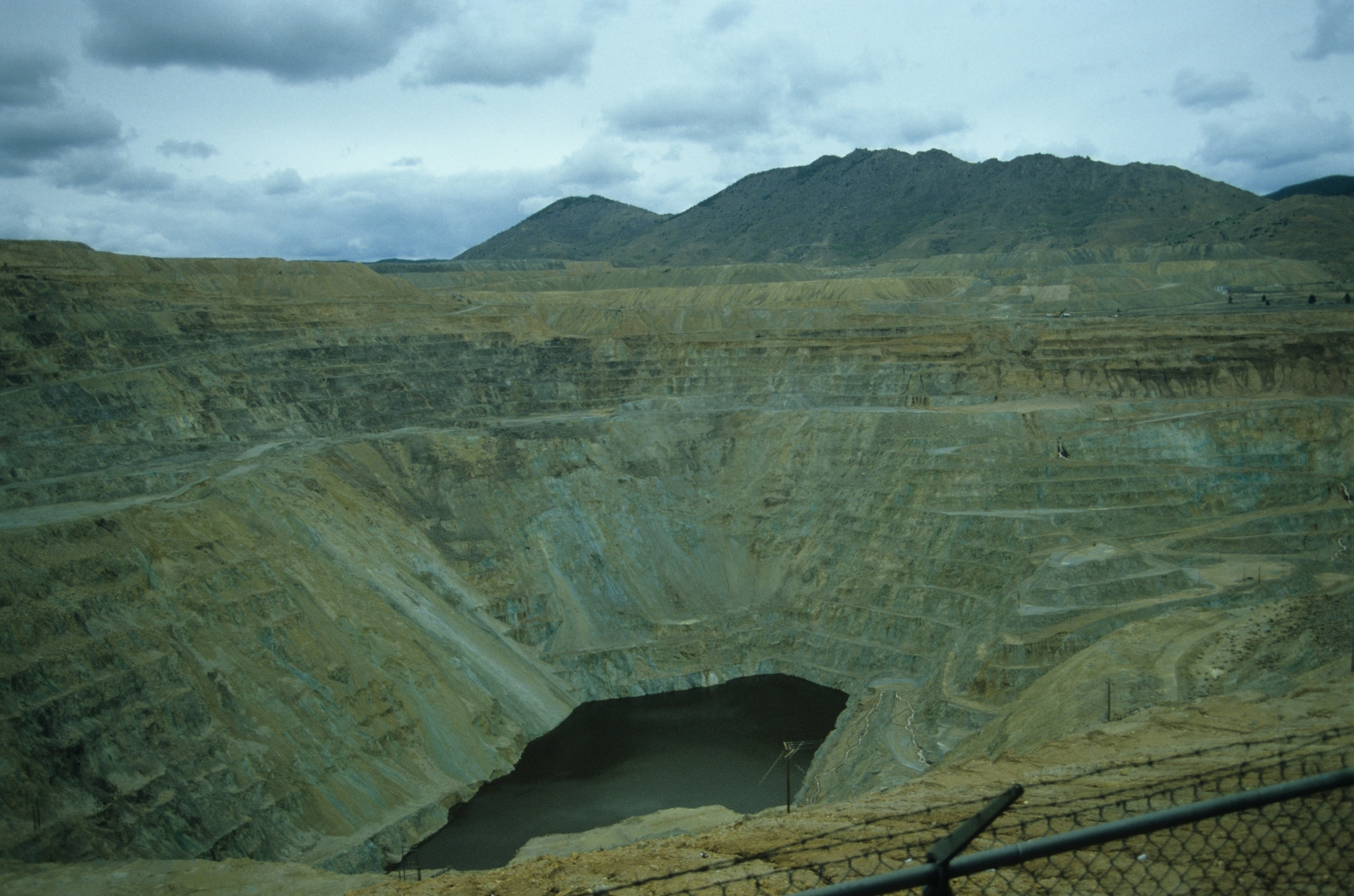
Berkeley Pit 1984

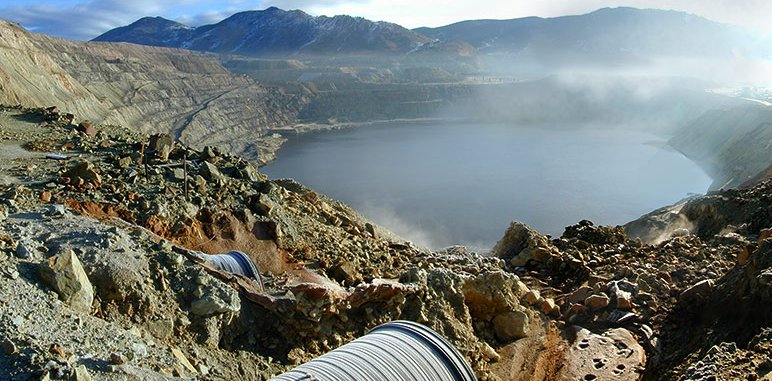
Gasdämpfe über Berkeley Pit

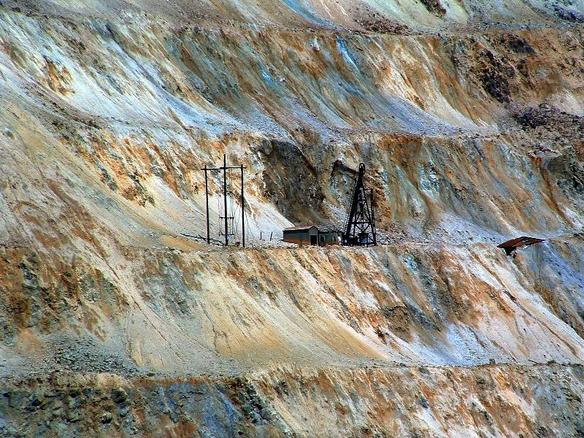
Nahaufnahme eines Abbauhangs

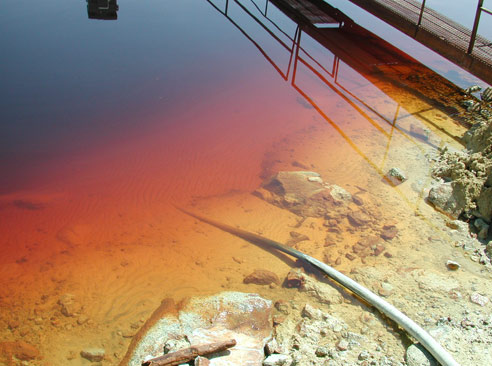
Kontaminiertes Wasser

Berkeley pit ist ein ehemaliger Kupfertagebau am nordöstlichen Rand der US-amerikanischen Stadt Butte im Bundesstaat Montana. Der im Laufe des seit 1881 andauernden Abbaus ab 1955 entstandene Tagebau ist 1600 m lang, 800 m breit und 540 m tief und mit 120 Millionen Kubikmeter schwefelsaurem Wasser gefüllt (pH-Wert = 2,5). Das Wasser birgt eine große Menge gelöster Schwermetalle und andere gelöste Stoffe, darunter Arsen, Cadmium, Zink und Schwefelsäure.
Der Kupferabbau wurde 1982 eingestellt.

## Geschichte
Von 1881 bis 1947 wurden 94.900 Tonnen Kupfer im Kupferbergwerk Anakonda von der Anaconda Copper Mining Company im Tiefbau abgebaut. Ab 1955
wurde auf dem Gelände von der Atlantic Richfield Company der Tagebau Berkeley pit aufgeschlossen. 1977 wurde Anaconda Copper von der Atlantic Richfield Company (ARCO) aufgekauft. 1982 wurde der Tagebau aufgelassen. Das Erz wurde im 40 Kilometer nordwestlich gelegenen Anaconda (Montana) verhüttet.
Nach Schließung des Tagebaus wurden die Pumpen entfernt und die Grube füllte sich mit Grundwasser.

## Umweltauswirkungen
Das größte Problem ist das vorhandene Pyrit (FeS2). Dieses Schwefelmineral („Kupferkies“) reagiert mit dem sauerstoffarmen Wasser unter Einwirkung von Mikroorganismen zu Schwefelsäure. Im sauren Wasser lösen sich im Gestein befindliche Schwermetalle. Wasser mit einem hohen Säuregehalt kann viel mehr Schwermetalle als Wasser mit einem neutralen pH-Wert (pH 7) lösen. Der aktuelle Kupfergehalt des Wassers liegt bei etwa 187 ppm.
1995 starben 324 Schneegänse am kontaminierten sauren Wasser. ARCO tat das als bakterielle Erkrankung ab. Seitdem versucht ein Beobachtungszentrum, die Vögel zu schützen. Unter anderem werden sie mit Gewehrschüssen vergrämt und es gibt auch automatische Alarmsysteme. Bei bestimmten Vogelarten wie Enten und Gänsen funktioniert das gut, bei anderen Vögeln nicht. Wasservögel tauchen oft unter, wenn Gefahr droht. Zwar sterben die Vögel nicht sofort, aber 4 bis 6 Stunden Einwirkung des Wassers bilden eine tödliche Grenze.
Im Dezember 2016 landete ein großer Schwarm Wildgänse auf der Flucht vor einem Schneesturm auf dem Wasser. Innerhalb von Stunden starben tausende Wildgänse.
Die Einheimischen fürchten die Abgase, die aus der Grube aufsteigen.

## Sanierung
Es gab einige Versuche, die Grube zu sanieren, aber der Säureanteil blieb sehr hoch. Für eine vollständige Sanierung werden Geldmittel benötigt, die niemand aufbringen wollte. Die Ansichten waren im Übrigen geteilt, wer für die Sanierung zuständig wäre. ARCOs Aufgabe wäre es gemäß dem Verursacherprinzip, aber das Unternehmen entzog sich dieser Verantwortung. Der Bundesstaat Montana wollte nicht investieren, weil er glaubte, dass ARCO verantwortlich ist. Die Sanierung geschieht nun im Rahmen des Superfunds.